# Ужмауда
Ужмауда (пол. Użmauda) — село в Польщі, у гміні Віжайни Сувальського повіту Підляського воєводства.
У 1975-1998 роках село належало до Сувальського воєводства.